# Tempo d'amare
Tempo d'amare  (A Time for Loving) è un film del 1972 diretto da Christopher Miles.